# موراساكي شيكيبو

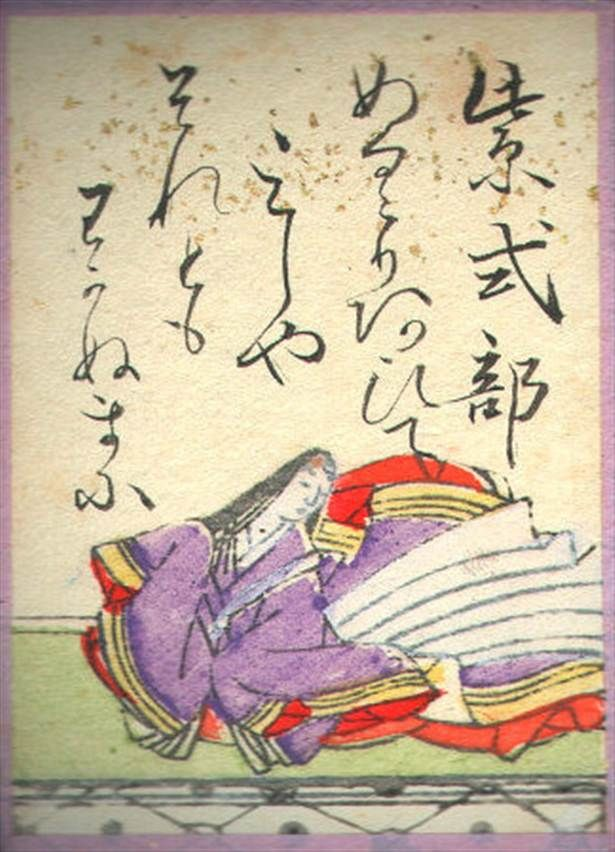
موراساكي شيكيبو

موراساكي شيكيبو (باليابانية: 紫 式部) عاشت (973-1025 م) هي أديبة وشاعرة يابانية، كانت إحدى الوصيفات (من نساء البلاط) أثناء «فترة هيي-آن»، واشتهرت كصاحبة الرواية المشهورة في الأدب الياباني «قصة غنجي» (源氏物語). كتبت هذه القصة قبل أكثر من ألف عام ويعتبرها النقاد من بين أولى الروايات في تاريخ الأدب العالمي.

## معرض صور

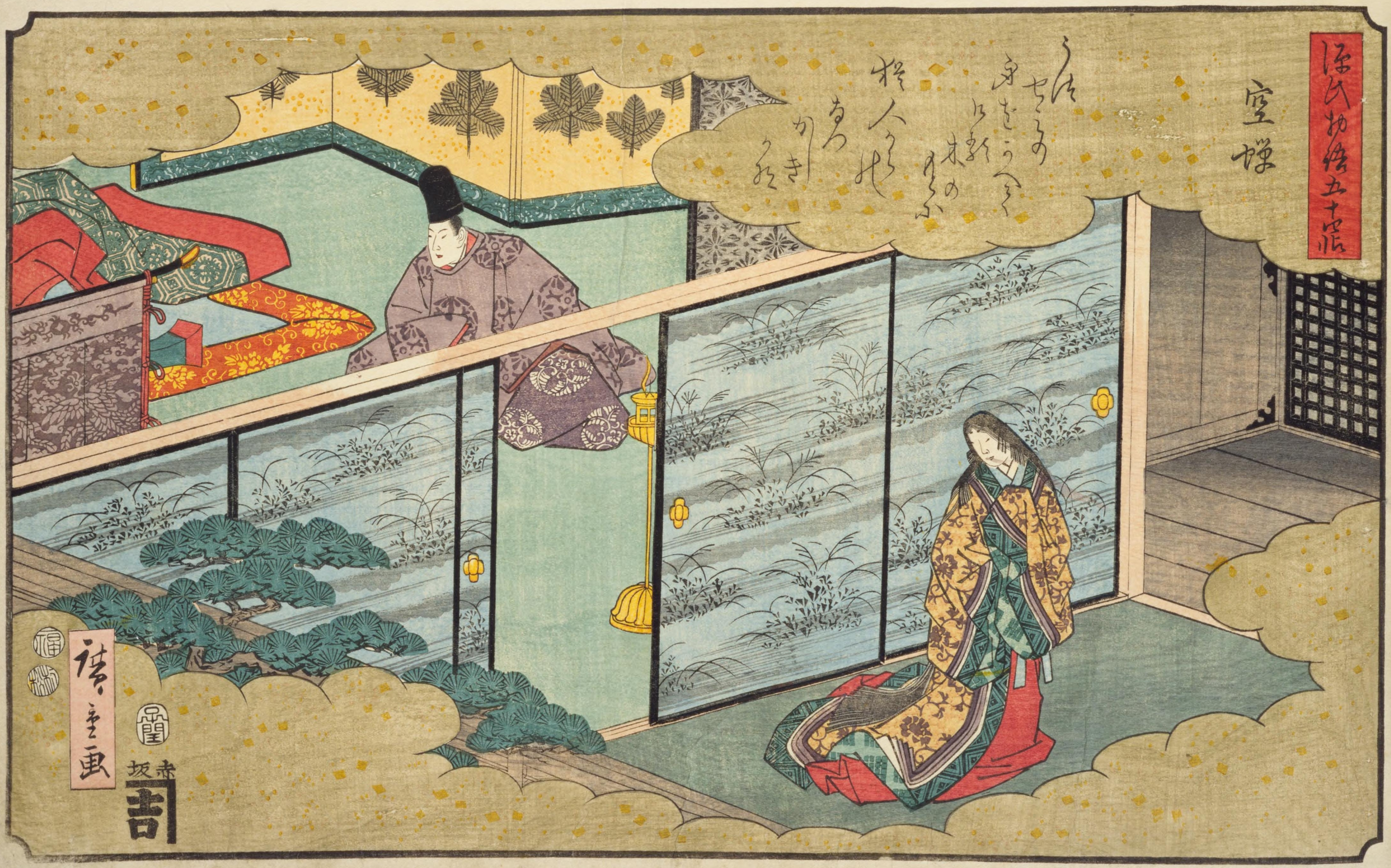
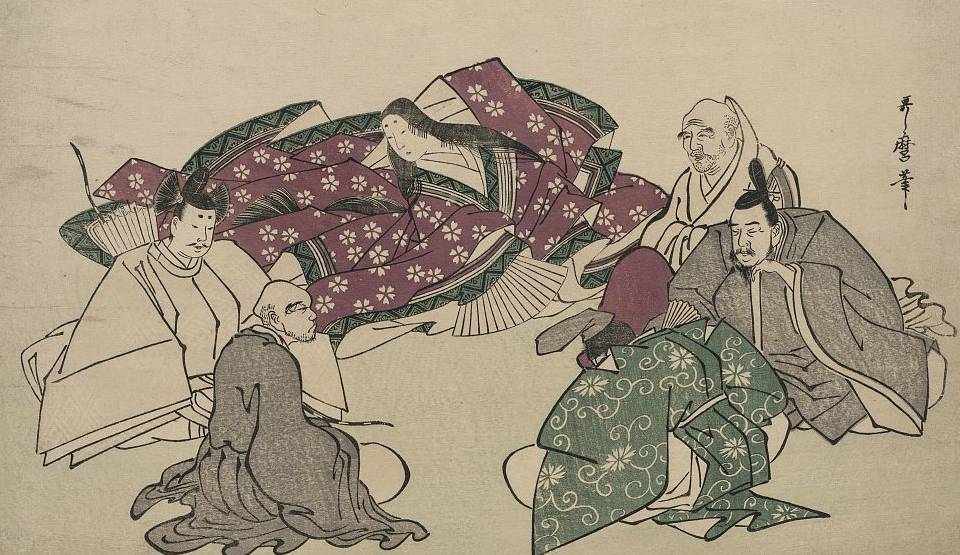

## روابط خارجية
- موراساكي شيكيبو على موقع IMDb (الإنجليزية)
- موراساكي شيكيبو على موقع الموسوعة البريطانية (الإنجليزية)
- موراساكي شيكيبو على موقع ميوزك برينز (الإنجليزية)
- موراساكي شيكيبو على موقع قاعدة بيانات الفيلم (الإنجليزية)